# Vinca (Fivizzano)
Vinca è una frazione del comune di Fivizzano, in provincia di Massa-Carrara. Nell'agosto 1944 fu teatro, assieme ai paesi vicini, di un terribile eccidio nazifascista costato la vita a 162 civili.

## Geografia fisica
Vinca è situata nella valle del torrente Lucido, alle pendici settentrionali delle Alpi Apuane. Ad est dell'abitato si staglia la vetta del Pizzo d'Uccello. È situato a 20 km a sud di Fivizzano a 32 km a nord di Carrara.

## Storia
Di Vinca si hanno notizie già da prima del 500, ed alcune storie del paese riconducono la sua fondazione addirittura al periodo delle scorribande dei mori, che fecero scappare dalla costa una piccola comunità che andò a nascondersi sulle montagne.
Vinca entrò, fin dalla sua nascita nel 1355, nell'orbita del marchesato di Fosdinovo, che nel 1359, alla morte di Gabriele Malaspina, venne spartito tra i fratelli di questi, Guglielmo e Galeotto Malaspina. In particolare, Vinca spettò a Guglielmo, la cui discendenza si estinse ben presto, nel 1374. Così, i suoi possedimenti, tra cui Vinca, tornarono nelle mani dei discendenti di Galeotto, Spinetta e Leonardo Malaspina. In particolare, spettò a Leonardo, che, con il nome di Leonardo I Malaspina, diventò nel 1393 Marchese di Castel dell'Aquila.
Durante la seconda guerra mondiale, tra l'agosto 1944 e l'aprile 1945, il paese si ritrovò nelle immediate retrovie della Linea Gotica. Come rappresaglia per i frequenti attacchi dei partigiani della zona, i nazisti della 16. SS-Panzergrenadier-Division "Reichsführer-SS" guidata dallo Standartenführer Max Simon decisero di effettuare una serie di rastrellamenti nei villaggi ai piedi delle Alpi Apuane. Il mattino del 24 agosto 1944 e per i successivi quattro giorni gli uomini della SS-Panzer-Aufklärungs-Abteilung 16, comandate dal maggiore Walter Reder, con il supporto dei fascisti delle Brigate nere di Apuania, rastrellarono e sistematicamente uccisero tutti i vinchesi che riuscirono a catturare, bruciando a più riprese anche l'abitato. Alla fine dell'eccidio ben 142 abitanti di Vinca rimasero uccisi.

## Monumenti e luoghi d'interesse
- Chiesa di Sant'Andrea
- Monumento ai Martiri di Vinca, situato presso il locale cimitero, commemora le vittime dell'eccidio nazifascista del 1944.

## Cultura

### Gastronomia
È famoso per il pane, l'acqua purissima, il lardo, lavorato in maniera simile a quello ben più noto di Colonnata nelle vasche di marmo, e per il marmo stesso. Un'altra risorsa gastronomica del luogo, che ha anche permesso la sopravvivenza della popolazione durante i periodi di guerra e di carestia, sono le castagne, utilizzate variamente: dalla produzione di farina, ai cibi dolci e salati.